# Літній кабачок

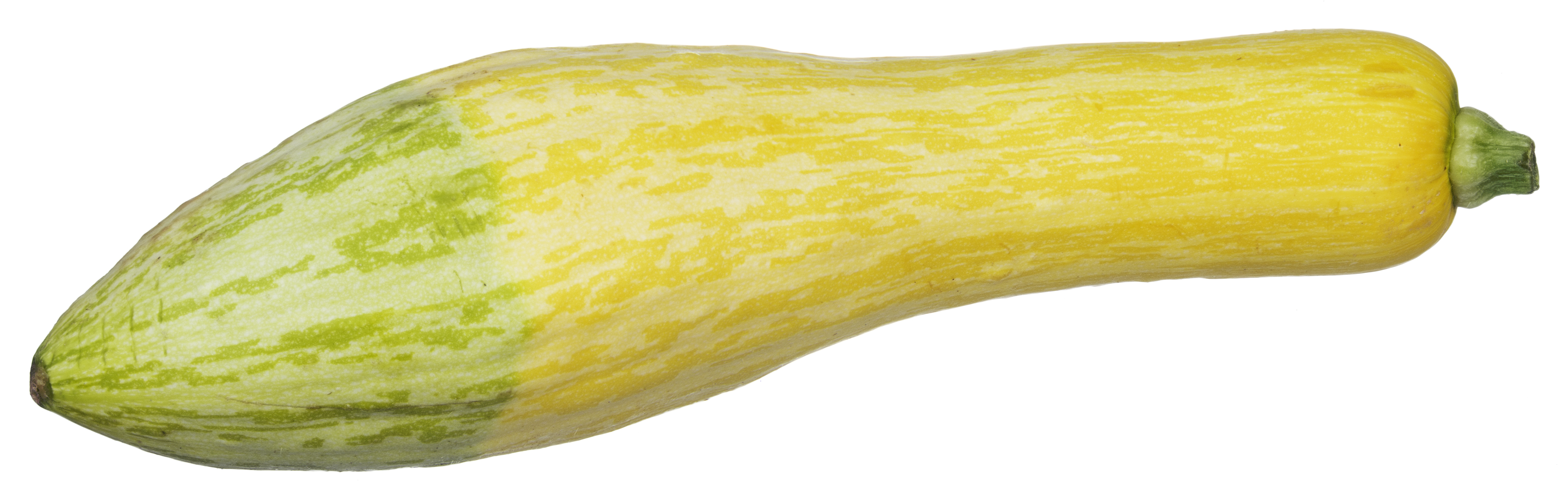
'Zephyr', різновид прямого літнього кабачка

Літній кабак або літній кабачок — це кабаки, які збирають незрілими, поки шкірка ще ніжна та їстівна. Майже всі літні кабачки є різновидами Cucurbita pepo, хоча не всі Cucurbita pepo вважаються літніми кабачками. Більшість літніх кабачків ростуть кущисто, на відміну від розвинутих ліан багатьох зимових кабаків . Назва «літній кабачок» відноситься до короткого терміну зберігання цих кабачків, на відміну від зимових кабаків.
До літніх кабачків відносяться:
- Кабачок куза, блідо-кольорові сорти цукіні, нібито середньосхідного чи західноазійського походження. Не плутати з кушау, різновидом зимового кабачка.
- Патисон (кабачок гребінець)
- Тромбончіно або цукетта, незвичайний серед літніх кабачків як ліана та сорт Cucurbita moschata [5].
- Кабачок кривошийка або Крукнек
- Прямий кабачок
- Кабачок
- Цукіні (кабачки) і мароу, відповідно незрілі та стиглі плоди Cucurbita pepo
- Незрілий гарбуз луффа використовується як літній кабачок в Індії, де він відомий як турія (તુરીયા) на гуджараті або додка (दोडका) на маратхі.
- Ехобак (корейський кабачок) відноситься до виду Cucurbita moschata .[7]